# 棠東駅
棠東駅（とうとうえき、中文表記: 棠东站）は、中華人民共和国広東省広州市天河区泰安北路にある広州地下鉄21号線の駅である。駅番号は21/03。

## 歴史
- 2019年12月20日：開業[1]。

## 駅構造
島式ホーム1面2線を有する地下駅。

### のりば
| 番線 | 路線     | 行先         |
| ---- | -------- | ------------ |
| 1    | ■ 21号線 | 増城広場方面 |
| 2    | ■ 21号線 | 天河公園方面 |

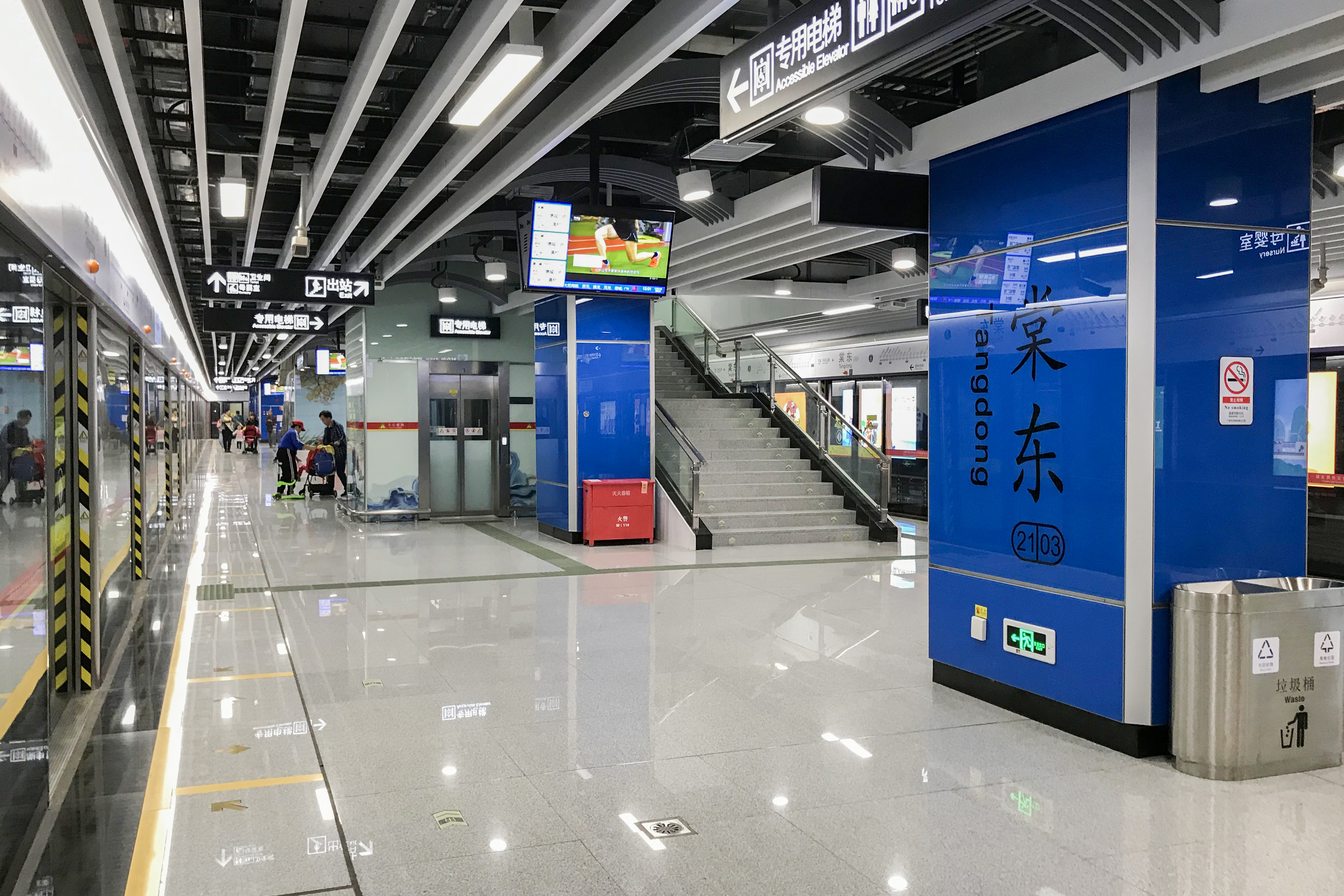
ホーム
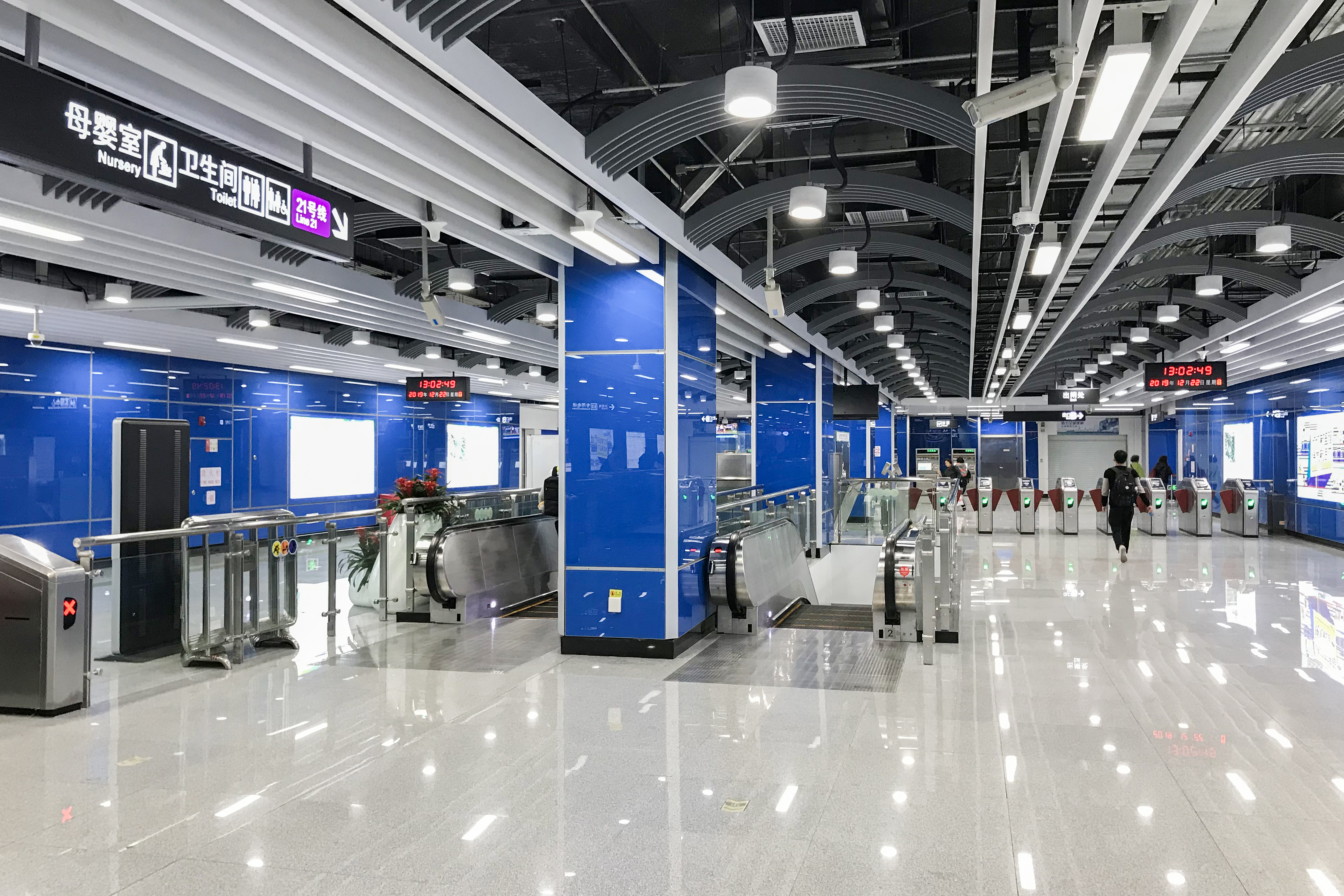
コンコース

## 駅周辺
- 泰安商業ビル
- 富華小区
- 棠東村
- 広州市泰安中学
- 棠悦花園
- 鼎福時代広場
- 棠徳花苑

## 隣の駅
広州地下鉄
■ 21号線
快速・一般
天河公園駅 2102 - 棠東駅 2103 - 黄村駅 2104